# Lucrécio Paterno
Lucrécio Paterno (em latim: Lucretius Paternus) foi um oficial civil do século IV, ativo sob o imperador Constantino (r. 306–337). É mencionado numa lei de 25 de outubro de 327 preservada no Código de Teodósio na qual isenções de tributos civis (múnus civil) foram canceladas. Não é dito qual ofício Lucrécio ocupava na ocasião, mas certamente era governador provincial, talvez vigário.